# Your Country Needs You
A Your Country Needs You (magyarul: Az országodnak szüksége van rád) egy évente megrendezett zenei műsor volt az Egyesült Királyságban. A verseny szervezője, a brit műsorsugárzó, a British Broadcasting Corporation (BBC) volt. A Your Country Needs You győztese képviselhette az Egyesült Királyságot az Eurovíziós Dalfesztiválon.
Az Egyesült Királyság először 1957-ben vett részt az Eurovíziós Dalfesztiválon, Patricia Bredin, All című dalával. Az ország debütálása óta csak angol nyelvű dalokat adott elő. Nem meglepő, hogy az Egyesült Királyság a szabad nyelvhasználat éveiben is a saját nyelvén énekelt, hiszen hagyományosan előnynek tekintik, ha valaki angol nyelvű dallal nevez.
A szigetország öt alkalommal nyert az Eurovíziós Dalfesztiválon, 1967-ben, 1969-ben, 1976-ban, 1981-ben és 1997-ben, ezzel beállította Svédország, Franciaország, Luxemburg rekordját. Náluk csak Írország rendelkezik több győzelemmel, akik eddig hétszer nyertek.
1957-től 2010-ig a minden évben rendeztek nemzeti döntőt, kivéve 1958-ban, amikor az Egyesült Királyság nem vett részt az Eurovíziós Dalfesztiválon. A műsor története során többszörös szavazási rendszer segítségével választották ki a győztest. A végén a legtöbb pontot kapó dal lett a szavazás győztese. Az évek során a műsor címe gyakran megváltozott.
2011 és 2015 között a BBC belső kiválasztással jelölte ki a brit indulót.

## Győztesek

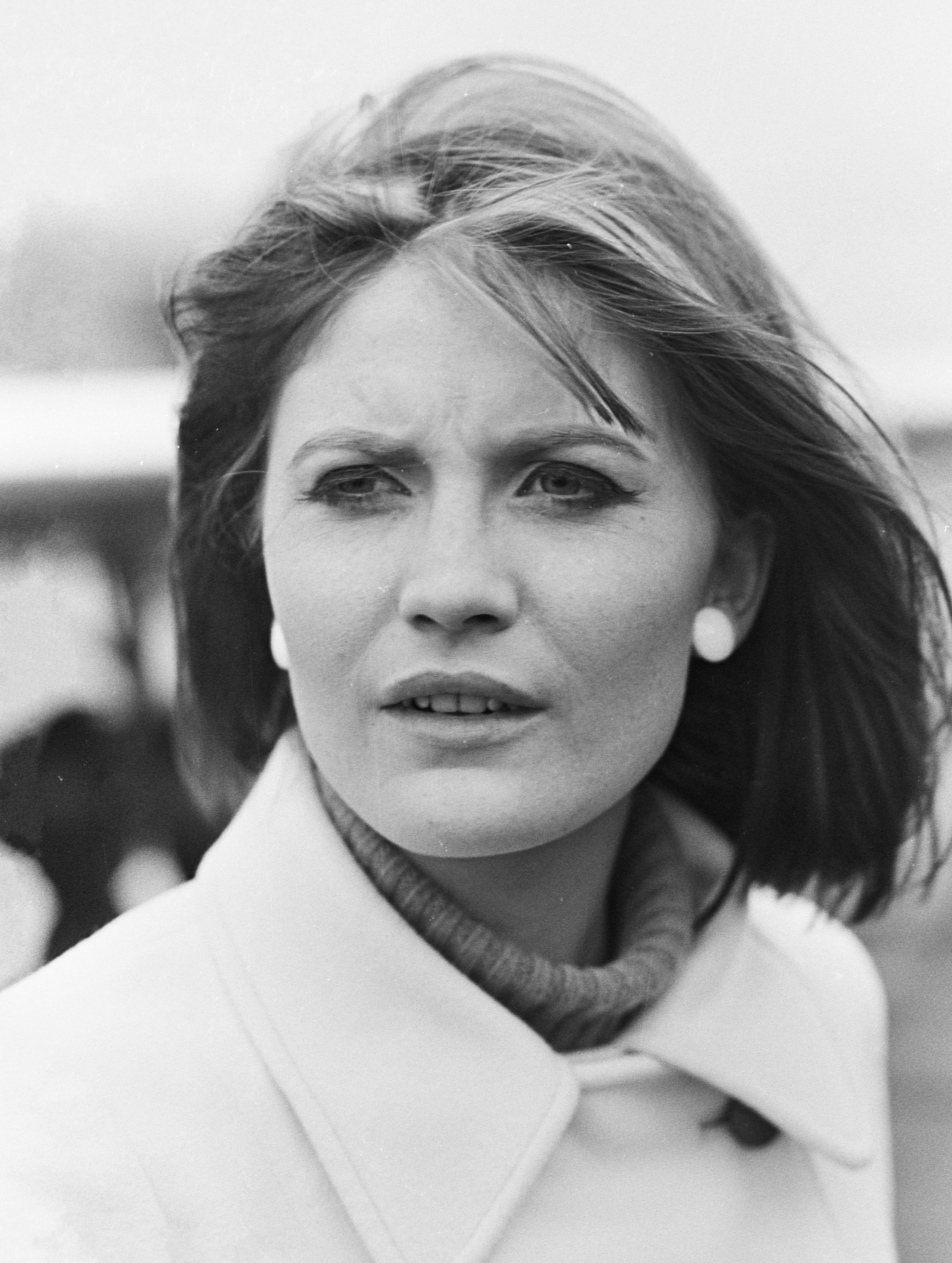
Sandie Shaw (1967)

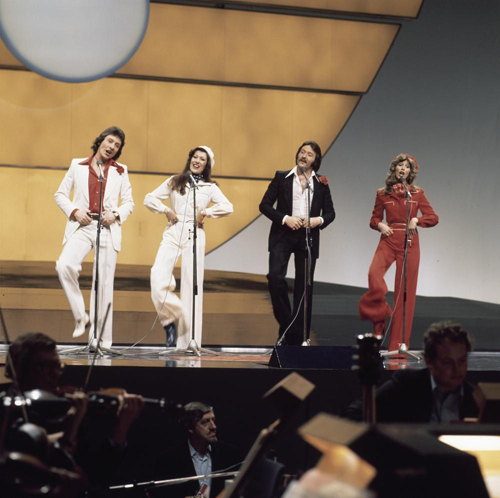
Brotherhood of Man Hágában (1976, győztes)

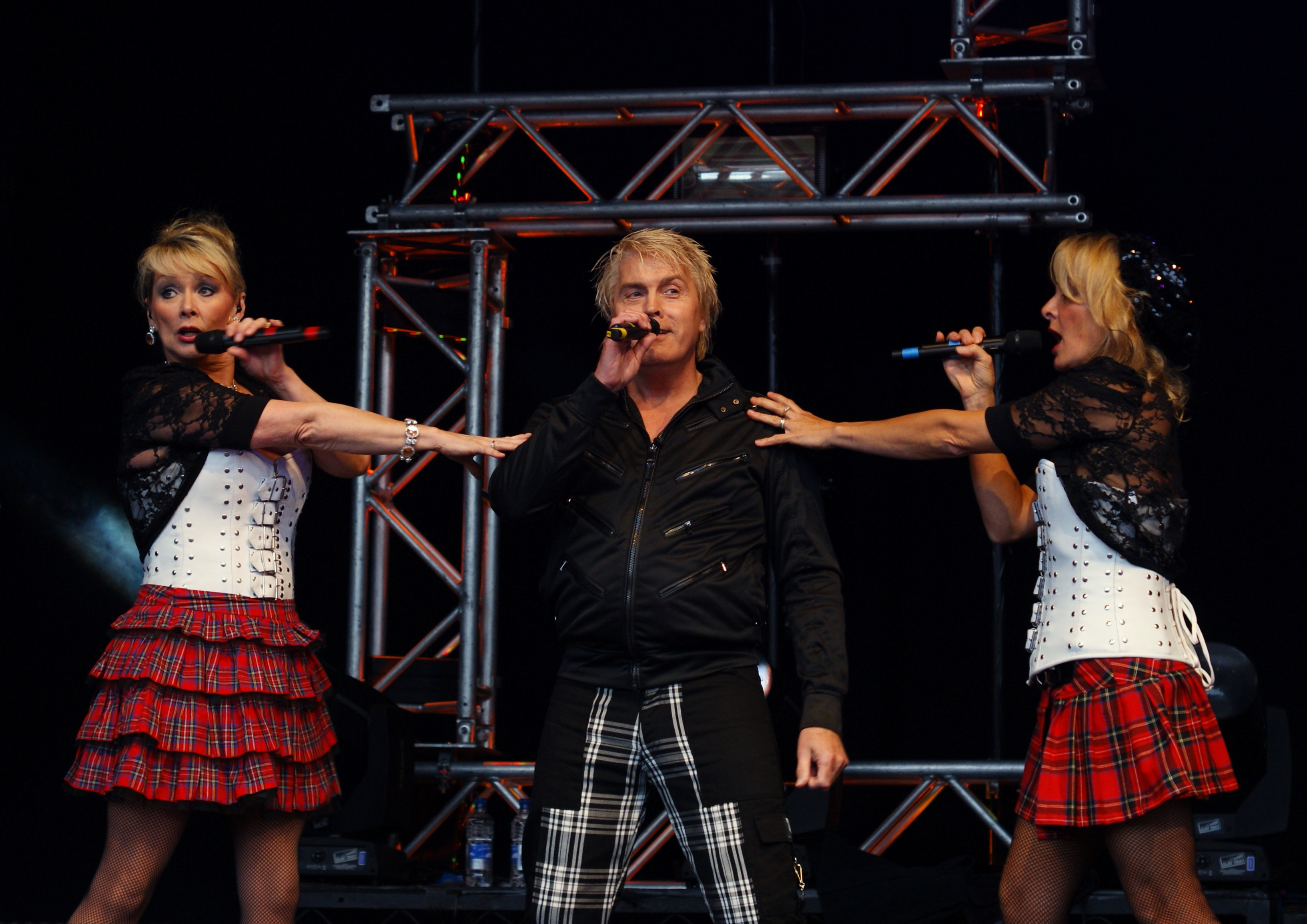
Bucks Fizz (1981, győztes)

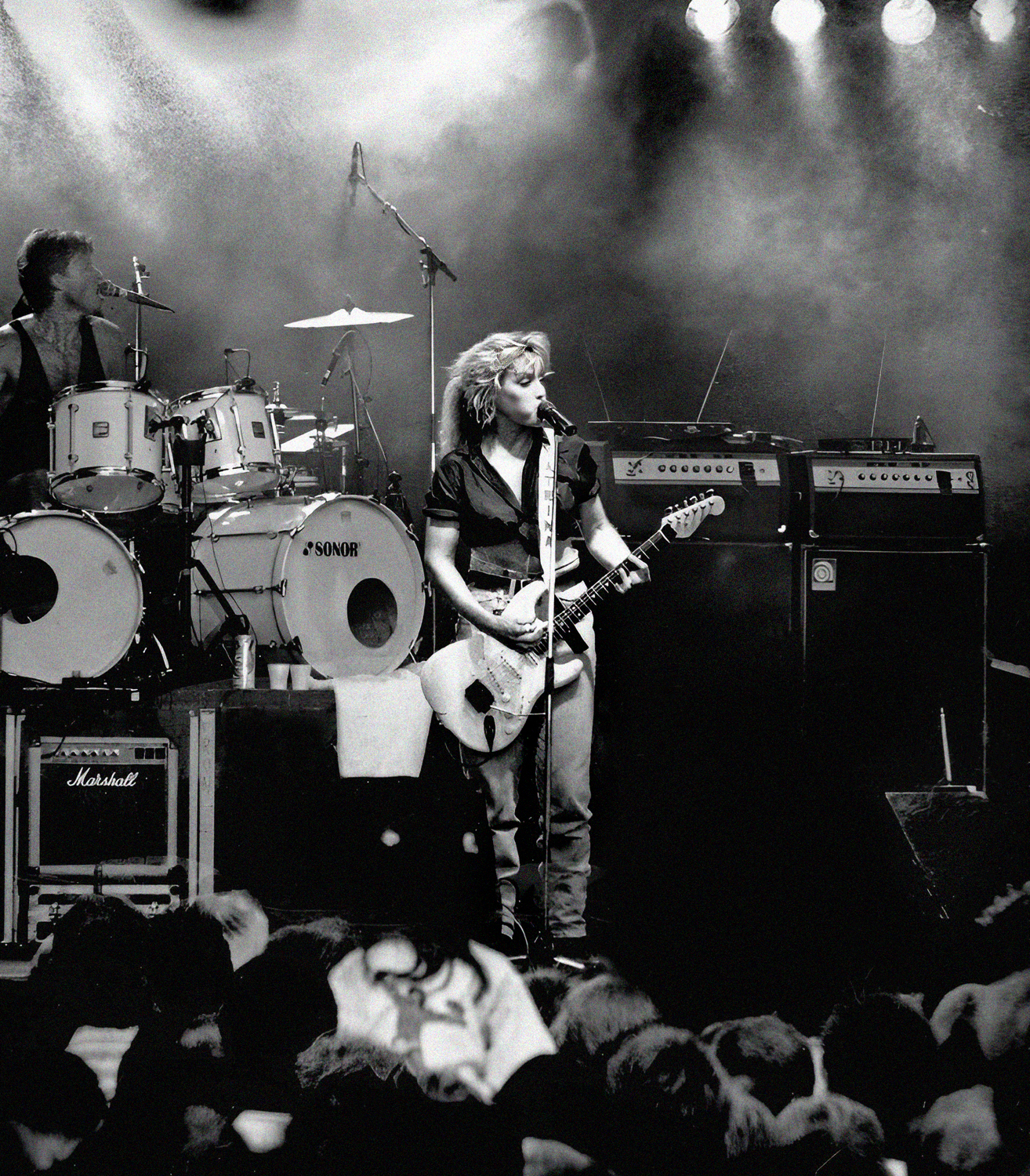
Katrina & the Waves (1997, győztes)

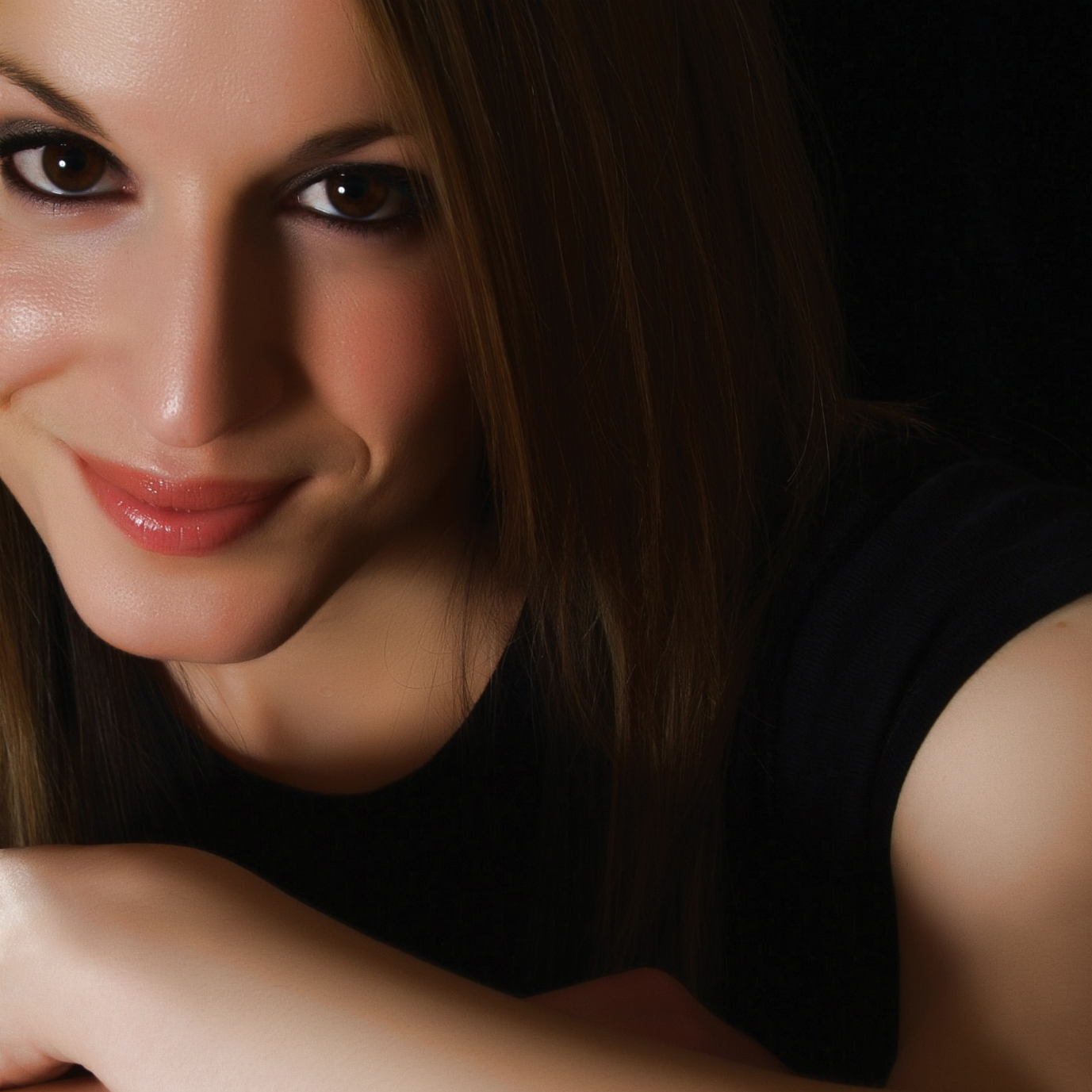
Jessica Garlick (2002)

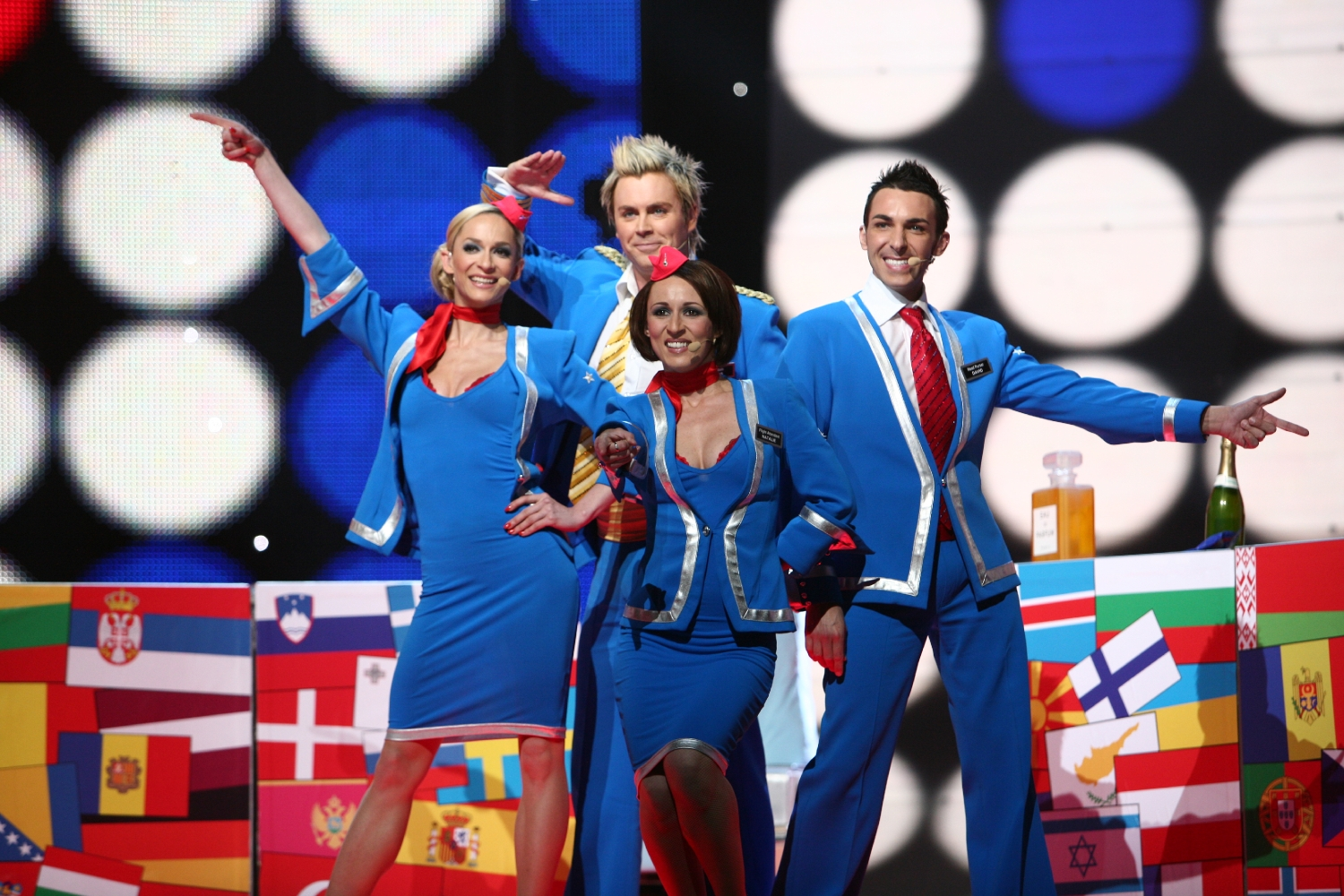
A Scooch Helsinkiben (2007)

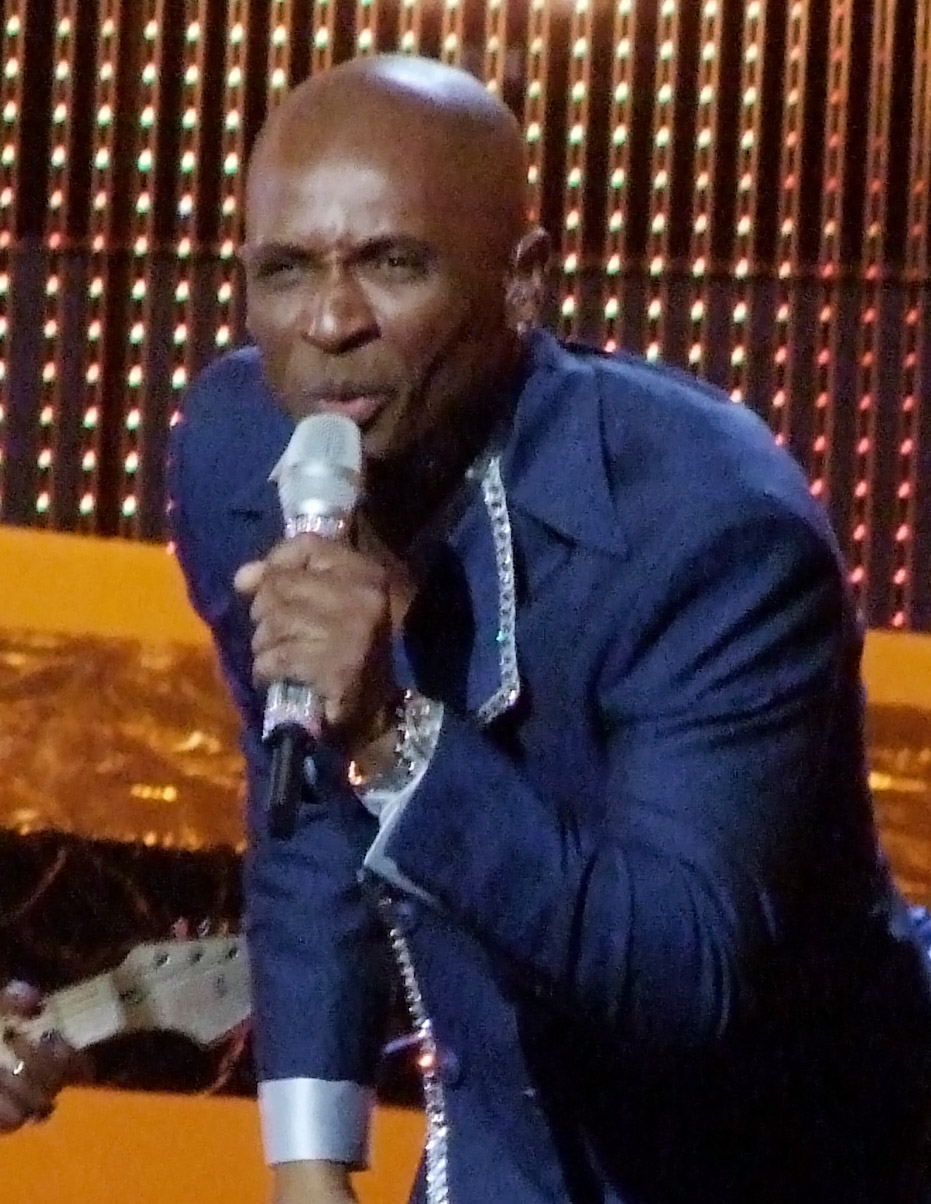
Andy Abraham Belgrádban (2008)

| Év                                                | Előadó                                   | Dal                                      | Helyezés a UK Charton                    | Helyezés az Eurovízión                   |
| Festival Of British Popular Songs (1957)          | Festival Of British Popular Songs (1957) | Festival Of British Popular Songs (1957) | Festival Of British Popular Songs (1957) | Festival Of British Popular Songs (1957) |
| ------------------------------------------------- | ---------------------------------------- | ---------------------------------------- | ---------------------------------------- | ---------------------------------------- |
| 1957                                              | Patricia Bredin                          | All                                      | —                                        | 7.                                       |
| Eurovision Song Contest British Final (1959–1960) |                                          |                                          |                                          |                                          |
| 1959                                              | Pearl Carr és Teddy Johnson              | Sing, Little Birdie                      | 12.                                      | 2.                                       |
| 1960                                              | Bryan Johnson                            | Looking High, High, High                 | 20.                                      | 2.                                       |
| A Song for Europe (1961–1995)                     |                                          |                                          |                                          |                                          |
| 1961                                              | The Allisons                             | Are You Sure?                            | 2.                                       | 2.                                       |
| 1962                                              | Ronnie Carroll                           | Ring-A-Ding Girl                         | 46.                                      | 4.                                       |
| 1963                                              | Ronnie Carroll                           | Say Wonderful Things                     | 6.                                       | 4.                                       |
| 1964                                              | Matt Monro                               | I Love the Little Things                 | —                                        | 2.                                       |
| 1965                                              | Kathy Kirby                              | I Belong                                 | 36.                                      | 2.                                       |
| 1966                                              | Kenneth McKellar                         | A Man Without Love                       | 30.                                      | 9.                                       |
| 1967                                              | Sandie Shaw                              | Puppet on a String                       | 1.                                       | 1.                                       |
| 1968                                              | Cliff Richard                            | Congratulations                          | 1.                                       | 2.                                       |
| 1969                                              | Lulu                                     | Boom Bang-a-Bang                         | 2.                                       | 1.                                       |
| 1970                                              | Mary Hopkin                              | Knock, Knock Who's There?                | 2.                                       | 2.                                       |
| 1971                                              | Clodagh Rodgers                          | Jack in the Box                          | 4.                                       | 4.                                       |
| 1972                                              | The New Seekers                          | Beg, Steal or Borrow                     | 2.                                       | 2.                                       |
| 1973                                              | Cliff Richard                            | Power to All Our Friends                 | 4.                                       | 3.                                       |
| 1974                                              | Olivia Newton-John                       | Long Live Love                           | 11.                                      | 4.                                       |
| 1975                                              | The Shadows                              | Let Me Be the One                        | 12.                                      | 2.                                       |
| 1976                                              | Brotherhood of Man                       | Save Your Kisses for Me                  | 1.                                       | 1.                                       |
| 1977                                              | Lynsey De Paul és Mike Moran             | Rock Bottom                              | 19.                                      | 2.                                       |
| 1978                                              | Co-Co                                    | The Bad Old Days                         | 13.                                      | 11.                                      |
| 1979                                              | Black Lace                               | Mary Ann                                 | 42.                                      | 7.                                       |
| 1980                                              | Prima Donna                              | Love Enough for Two                      | 48.                                      | 3.                                       |
| 1981                                              | Bucks Fizz                               | Making Your Mind Up                      | 1.                                       | 1.                                       |
| 1982                                              | Bardo                                    | One Step Further                         | 2.                                       | 7.                                       |
| 1983                                              | Sweet Dreams                             | I'm Never Giving Up                      | 21.                                      | 6.                                       |
| 1984                                              | Belle & the Devotions                    | Love Games                               | 11.                                      | 7.                                       |
| 1985                                              | Vikki                                    | Love Is                                  | 49.                                      | 4.                                       |
| 1986                                              | Ryder                                    | Runner in the Night                      | 98.                                      | 7.                                       |
| 1987                                              | Rikki                                    | Only the Light                           | 96.                                      | 13.                                      |
| 1988                                              | Scott Fitzgerald                         | Go                                       | 52.                                      | 2.                                       |
| 1989                                              | Live Report                              | Why Do I Always Get it Wrong?            | 73.                                      | 2.                                       |
| 1990                                              | Emma                                     | Give a Little Love Back to the World     | 33.                                      | 6.                                       |
| 1991                                              | Samantha Janus                           | A Message to Your Heart                  | 30.                                      | 10.                                      |
| 1992                                              | Michael Ball                             | One Step Out of Time                     | 20.                                      | 2.                                       |
| 1993                                              | Sonia                                    | Better the Devil You Know                | 15.                                      | 2.                                       |
| 1994                                              | Frances Ruffelle                         | Lonely Symphony (We Will Be Free)        | 25.                                      | 10.                                      |
| 1995                                              | Love City Groove                         | Love City Groove                         | 7.                                       | 10.                                      |
| The Great British Song Contest (1996–1999)        |                                          |                                          |                                          |                                          |
| 1996                                              | Gina G                                   | Ooh Aah... Just a Little Bit             | 1.                                       | 8.                                       |
| 1997                                              | Katrina & the Waves                      | Love Shine a Light                       | 3.                                       | 1.                                       |
| 1998                                              | Imaani                                   | Where Are You?                           | 15.                                      | 2.                                       |
| 1999                                              | Precious                                 | Say It Again                             | 6.                                       | 12.                                      |
| A Song for Europe (2000–2003)                     |                                          |                                          |                                          |                                          |
| 2000                                              | Nicki French                             | Don't Play That Song Again               | 34.                                      | 16.                                      |
| 2001                                              | Lindsay                                  | No Dream Impossible                      | 32.                                      | 15.                                      |
| 2002                                              | Jessica Garlick                          | Come Back                                | 13.                                      | 3.                                       |
| 2003                                              | Jemini                                   | Cry Baby                                 | 15.                                      | 26.                                      |
| Eurovision: Making Your Mind Up (2004–2007)       |                                          |                                          |                                          |                                          |
| 2004                                              | James Fox                                | Hold On to Our Love                      | 13.                                      | 16.                                      |
| 2005                                              | Javine Hylton                            | Touch My Fire                            | 18.                                      | 22.                                      |
| 2006                                              | Daz Sampson                              | Teenage Life                             | 8.                                       | 19.                                      |
| 2007                                              | Scooch                                   | Flying the Flag                          | 5.                                       | 23.                                      |
| Eurovision: Your Decision (2008)                  |                                          |                                          |                                          |                                          |
| 2008                                              | Andy Abraham                             | Even If                                  | 67.                                      | 25.                                      |
| Eurovision: Your Country Needs You (2009–2010)    |                                          |                                          |                                          |                                          |
| 2009                                              | Jade Ewen                                | It’s My Time                             | 27.                                      | 5.                                       |
| 2010                                              | Josh Dubovie                             | That Sounds Good to Me                   | —                                        | 25.                                      |
| Eurovision: You Decide (2016–)                    |                                          |                                          |                                          |                                          |
| 2016                                              | Joe & Jake                               | You’re Not Alone                         | 81.                                      | 24.                                      |
| 2017                                              | Lucie Jones                              | Never Give Up on You                     | 73.                                      | 15.                                      |
| 2018                                              | SuRie                                    | Storm                                    | 50.                                      | 24.                                      |
| 2019                                              | Michael Rice                             | Bigger than Us                           |                                          |                                          |

## Fordítás
Ez a szócikk részben vagy egészben  az   Eurovision: Your Country Needs You című angol Wikipédia-szócikk fordításán alapul.  Az eredeti cikk szerkesztőit annak laptörténete sorolja fel. Ez a jelzés csupán a megfogalmazás eredetét és a szerzői jogokat jelzi, nem szolgál a cikkben szereplő információk forrásmegjelöléseként.

## Lásd még
- Eurovíziós Dalfesztivál
- Az Egyesült Királyság az Eurovíziós Dalfesztiválokon